# Parc national de Jebel Zaghouan
Le parc national de Jebel Zaghouan est un parc national de Tunisie situé au nord du djebel Zaghouan, dans le gouvernorat de Zaghouan, sur une superficie de 20,4 km2.
Le chêne vert, le pin d'Alep et le caroubier sont les principales espèces de la flore locale, tandis que l'aigle royal, le faucon pèlerin, le percnoptère, le sanglier, le chacal, la mangouste, le lièvre, le lézard et la couleuvre sont les principales espèces de la faune.
Ce parc naturel s'inscrit également dans une optique de conservation historique avec la présence du temple des Eaux datant de l'époque romaine. Il s'agit du lieu de captation des sources de montagne, point de départ de l'aqueduc de Zaghouan qui alimentait en eau Carthage au IIe siècle.
Un droit d'entrée est d'ores et déjà prévu en 2010.